# Prager deutsche Literatur

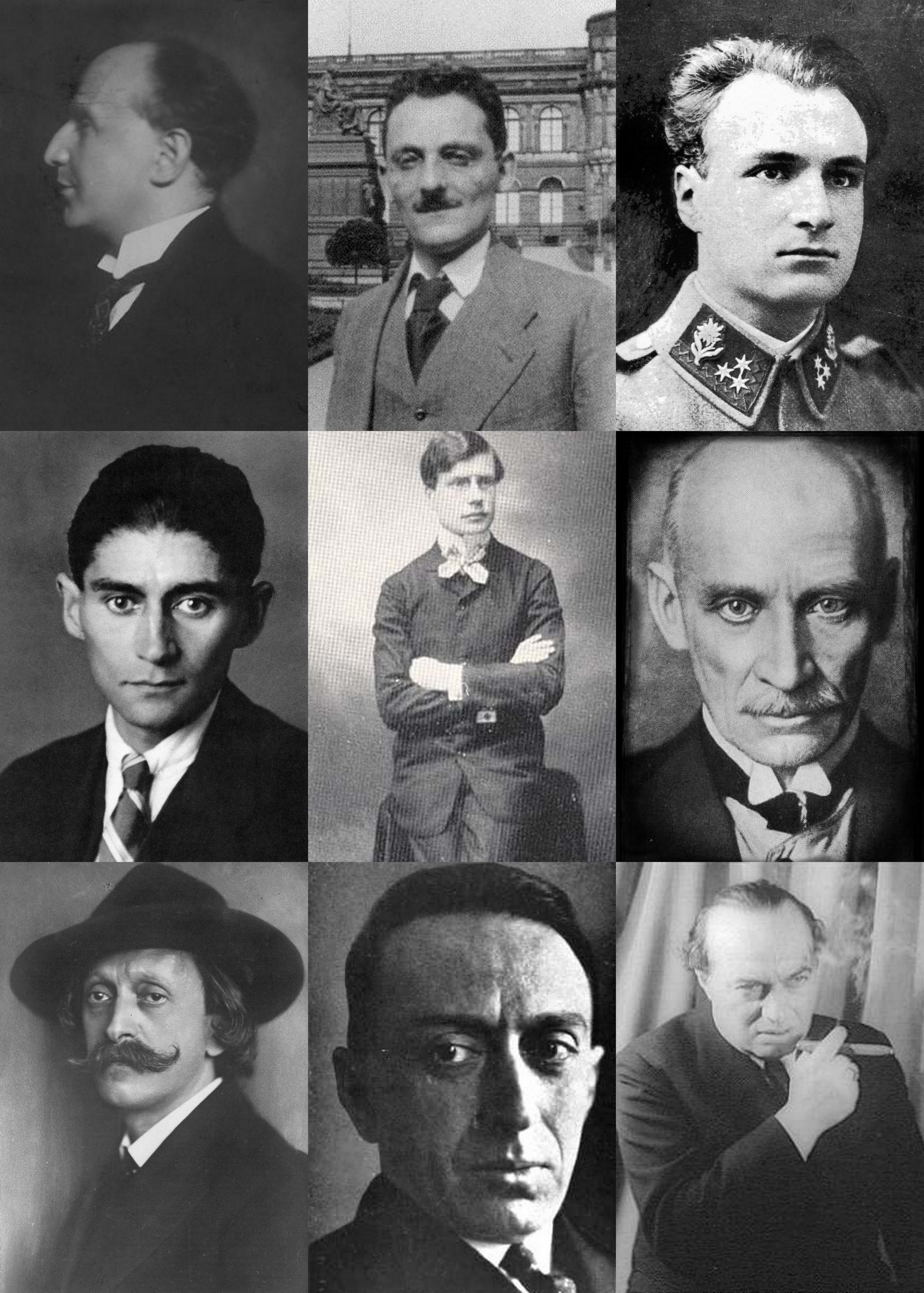
Deutsche Autoren in Prag: Oskar Baum, Max Brod, Franz Janowitz, Franz Kafka, Paul Leppin, Gustav Meyrink, Hugo Salus, Ernst Weiss, Franz Werfel

Prager deutsche Literatur (tschechisch Pražská německá literatura) ist die Bezeichnung für deutschsprachige Literatur, die in Prag entstand. Ihren Höhepunkt erreichte sie zwischen 1894 und 1939 mit Autoren wie Rainer Maria Rilke, Franz Kafka, Max Brod, Franz Werfel, Gustav Meyrink und Egon Erwin Kisch.

## Hintergrund
Mit der Verneuerten Landesordnung wurde in Prag ab 1627 wie auch im gesamten Königreich Böhmen entsprechend den inhaltlichen Bestimmungen das Deutsche neben dem Tschechischen als Amtssprache bestimmt. Zu dieser Zeit war die Mehrheit der Bevölkerung Tschechen. In den folgenden Jahrhunderten wurde es die allgemeine Umgangssprache in öffentlichen Behörden, der Universität und anderen Einrichtungen. 1846 gab es offiziell 66.046 deutschsprachige und 36.687 tschechischsprachige christliche Prager. Dazu kamen etwa 6.400 jüdische Einwohner. Diese sprachen meist ein weitgehend dialektfreies Schriftdeutsch, das sogenannte Prager Deutsch.
Ab 1861 wurde Tschechisch die dominierende Sprache in der Stadt. 1880 gab es etwa 216.000 Tschechen und 39.000 Deutsche, 1910 406.000 Tschechen und 33.000 Deutsche. In dieser Zeit gab es bereits eine starke Trennung zwischen den Sprachgruppen (Böhmischer Sprachenkonflikt). Prag war um die Jahrhundertwende somit von drei Kulturen geprägt: der tschechischen, der deutschen und der jüdischen Kultur.
Bei der tschechoslowakischen Staatsgründung 1918 gab es nur noch eine geringe deutschsprachige Minderheit in der Stadt. Die Verfassung der Tschechoslowakischen Republik bestimmte den „Tschechoslowakismus“ als Wesen des neuen Staates und etablierte entsprechend dieser Politischen Ausrichtung die Tschechischslowakische Sprache als Amtssprache, nicht aber die Deutsche Sprache, die damit ihren bisherigen Status als Amtssprache verlor.
Nach dem Gesetz zum Sprachenrecht von 1920 galt für die deutschsprachige Minderheit in Prag auch nicht die Regelung zur Minderheitensprache des Vertrags von St. Germain wie etwa für das Sudetenland, da sie weit weniger als die vorgeschriebenen 20 Prozent der Prager Bevölkerung ausmachte.
1939 endeten nach dem Einmarsch der deutschen Wehrmacht und der Errichtung des Protektorats Böhmen und Mähren die Möglichkeiten einer freien Kunst und Literatur. Nach der Vertreibung der Deutschen aus der Tschechoslowakei ab 1945 gab es fast keine deutsche Kultur mehr in Prag.

## Deutsche Literatur in Prag
Die deutschsprachige belletristische Literatur in Prag hatte bis zum späten 19. Jahrhundert nur eine regionale Bedeutung, besonders herausragende Autoren gab es in dieser Zeit nicht.
In den 1870er und 1880er Jahren wuchs eine Generation deutschsprachiger Schüler in der Stadt auf, von denen einige bald eine große literarische Bedeutung bekamen. Sie besuchten in Prag teilweise gemeinsame Klassen in Volksschulen und Gymnasien, und einige entwickelten bereits in diesen Jahren enge persönliche Beziehungen.
Als Beginn der besonderen Prager deutschen Literatur gilt der Band Leben und Lieder von Rainer Maria Rilke von 1894, mit dem dessen Karriere als Dichter von Weltgeltung begann. Um 1900 gab es einen ersten Dichterkreis Jung Prag um Gustav Meyrink, der sich aber nach wenigen Jahren wieder auflöste.
Seit dieser Zeit entwickelte sich Max Brod zum Mittelpunkt einer jungen Schriftstellerszene. Er knüpfte eine enge Freundschaft zu Franz Kafka, entdeckte das Talent von Franz Werfel und förderte viele junge Autoren und Künstler.

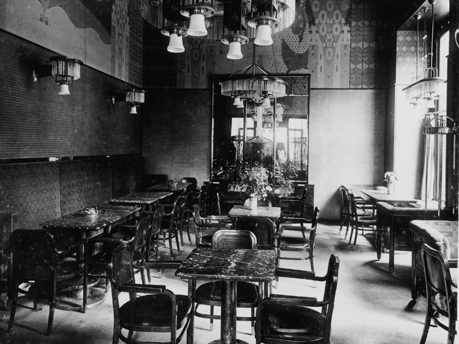
Café Arco, 1907, kurz nach der Eröffnung

Ab 1908 wurde deren wichtigster Treffpunkt das Café Arco. In diesem traf sich täglich ein fester Kreis, dazu kamen auch bildende Künstler, einige tschechische Literaten, sowie Gäste von außerhalb wie Heinrich Mann und Kurt Tucholsky. Weitere Begegnungsorte waren die Lese- und Redehalle der deutschen Studenten, die Cafés Central, Continental und Montmartre, der literarisch-philosophische Salon von Berta Fanta, den auch Albert Einstein zeitweise besuchte, sowie einige jüdische Vereine wie Bar Kochba.
Es gab auch verschiedene Literaturmagazine.
Einige wichtige Autoren verließen bald die Stadt, wie Rainer Maria Rilke, Franz Werfel, Gustav Meyrink und Egon Erwin Kisch. Der Beginn des Ersten Weltkriegs 1914 und der zunehmende Druck auf die deutschsprachige Minderheit nach der tschechoslowakischen Staatsgründung 1918 führte zu einem Weggang weiterer Autoren.
Dennoch galt Prag bis Anfang der 1920er Jahre als eines der bedeutendsten Zentren deutschsprachiger Literatur überhaupt.

„In den Berliner und Wiener Literaturcafés ist bekanntlich jeder zweite Gast ein Literat aus
Prag.  (…) Wenn ein Berliner die Bekanntschaft
eines Pragers macht, einerlei, ob es sich um einen Flanellreisenden oder um einen Attaché
handelt, fragt er für alle Fälle: ‚Woran schreiben Sie jetzt?‘ (…) [Und] zu einer Zeit, wo noch das Café ‚Arco‘ in Blüte stand, konnte der selige Oberkellner Počta glauben, er halte mit seinen Krediten tatsächlich die ganze deutsche Literatur aus.“

1939 endete die Prager deutsche Literatur nach der deutschen Besetzung der Stadt mit der Zerschlagung der Tschechoslowakei. Nach 1945 gab es keine deutschsprachigen Literaten mehr in Prag.

## Autoren

### Allgemeines
Zu den bekanntesten Autoren in Prag gehörten Rainer Maria Rilke, Franz Kafka, Franz Werfel, Max Brod, Egon Erwin Kisch und Gustav Meyrink. Das Phänomen, dass es in der tschechischen Stadt Prag innerhalb einer so kurzen Zeit eine größere Anzahl bedeutender deutschsprachiger Autoren gab, ist in dieser Ausprägung erstaunlich.
Die meisten waren jüdischer Herkunft (eine Ausnahme war Rilke), viele von ihnen beherrschten auch die tschechische Sprache, einige recht gut (Kafka). Sie verbanden eine gute Kenntnis der klassischen und modernen deutschen Literatur mit einer hochwertigen jahrhundertealten jüdischen kulturellen Tradition und den anregenden Einflüssen der tschechischen Umgebung. Sie verstanden sich als zwischen den Kulturen stehend und hatten ein ausgesprochen liberales und tolerantes Weltbild.

### Einzelne Autoren
Aufgeführt sind Schriftsteller und einige wenige Schriftstellerinnen, die in Prag belletristische Texte wie Gedichte, Erzählungen, Romane und weiteres verfassten. Dazu gehören auch einige weitgehend unbekannte, von denen es teilweise nur kurze Textveröffentlichungen gab. Diese Aufzählung ist weitgehend vollständig.
- Bruno Adler (1889–1968)

- Friedrich Adler (1857–1938)
- Paul Adler (1878–1946)
- Konstantin Ahne (1901–2000)
- Rudolf Altschul (1901–1963)
- Robert Austerlitz (1861–1930)
- Johannes Astl
- Karl Bayer (1834–1888)
- Oskar Baum (1883– )
- Samuel Hugo Bergmann (1883–1975)
- Josef Adolf Bondy (1876–1946)
- Karl Brand (1895–1917)
- Max Brod (1884–1968)
- Hans Demetz (1871–1950)
- Karl Egon Ebert (1801–1882)
- Marie von Ebner-Eschenbach (1830–1916)
- Hans Effenberger (1884–1950)
- Norbert Eisler
- Pavel Eisner (1889–1958)
- Emil Faktor (1876–1942)
- Ernst Feigl (1887–1957)
- Grete Fischer (1893–1977)
- Herbert von Fuchs
- Rudolf Fuchs (1890–1942)
- Louis Fürnberg (1909–1957)
- Walter Fürth (1891–1942)
- Hans Gerke (1895–1968)
- Antonie di Giorgi (1836–1913)
- Hermann Grab (1903–1949)
- Alfred Guth (1881–1969)
- Willy Haas (1891–1973)
- Gusti Hackel
- Victor Hadwiger (1878–1911)
- Willi Handl (1872–1920)
- Auguste Hauschner (1850–1924)
- Karl Herloßsohn (1804–1849)
- Franz Herold (1854–1943)
- Josef Paul Hodin (1905–1995)
- Camill Hoffmann (1878–1944)
- Leo Heller (1876–1941)
- Franz Janowitz (1892–1917)
- Hans Janowitz (1890–1954)
- Erich von Kahler (1885–1970)
- Franz Kafka (1883–1924)
- Siegfried Kapper (1821–1879)
- Gustav Kauder
- Egon Erwin Kisch (1885–1948)
- Paul Kisch (1883–1944)
- Alfred Klaar (1848–1927)
- Otto Klaeren (1901–1985)
- Hans Klaus (1901–1985)
- Paul Kornfeld (1889–1942)
- Oskar Kosta (1888–1973)
- Oskar Kraus (1872–1942)
- David Kuh (1818–1879)
- Paul Kuh 1863–1931
- Georg Mordechai Langer (1894–1943)
- Paul Leppin (1878–1945)
- Hans Liebstöckl (1872–1934)
- Fritz Mauthner (1849–1923)
- Georg Mannheimer (1887–1942)
- Grete Meisel-Hess (1879–1922)
- Alfred Meissner (1822–1885)
- Gustav Meyrink (1868–1932)
- Hans Natonek (1892–1963)
- Friedrich Werner van Oestéren (1874–1953)
- Laska von Oestéren (1871–1947)
- Friedrich S. Ost
- Paul Paquita
- Leo Perutz (1882–1957)
- Otto Pick (1887–1940)
- Heinz Plotzer
- Oskar Pollak (1883–1915)
- Ernst Popper (1890–1950)
- Paul Porges
- Peter Riedl (1852–1925)
- Rainer Maria Rilke (1875–1926)
- Otto Roeld (Rosenfeld)
- Ferdinand von Saar (1883–1906)
- Hugo Salus (1866–1929)
- Wolf Salus
- Emil Saudek (1876–1941)
- Hedda Sauer (1875–1953)
- Walter Seidl (1905–1937)
- Walter Serner (1889–1942)
- Richard Schubert
- Ossip Schubin (1854–1934)
- Walther Schulhof
- Rudolf Slawitschek (1880–1945)
- Ernst Sommer (1888–1955)
- Hugo Sonnenschein (1889–1953)
- Armin Spitaler (1898–1963)
- Franz Baermann Steiner (1909–1952)
- Karl Hans Strobl (1877–1946)
- Heinrich Teweles (1856–1927)
- Friedrich Torberg (1908–1979)
- Eugen Trager
- Walter Tschuppik (1889–1955)
- Hermann Ungar (1893–1929)
- Johannes Urzidil  (1896–1970)
- Emil Utitz (1883–1956)
- Georg Karl Veranneman
- Melchior Vischer (1895–1975)
- Otto Vrieslander (1880–1950)
- Franz Carl Weiskopf (1900–1955)
- Ernst Weiss (1882–1940)
- Felix Weltsch (1884–1964)
- Franz Werfel (1890–1945)
- Oskar Wiener (1873–1944)
- Paul Wiegler (1878–1949)
- Joseph Willomitzer (1849–1900)
- Ludwig Winder (1889–1946)
- Ottokar Winicky (1872–1941)
- Richard Wurmfeld

## Begriffsgeschichte
Die Bezeichnung Prager deutsche Literatur wurde 1965 auf der Germanistenkonferenz Weltfreunde in Liblice u. a. durch deren Leiter Eduard Goldstücker und den Konferenzbeitrag von Kurt Krolop geprägt. Sie sollte das Phänomen einer hochwertigen deutschsprachigen Literatur in einer vor allem fremdsprachigen Umgebung beschreiben.
Als Autoren der Prager deutschen Literatur galten für Eduard Goldstücker jene Schriftsteller, die im letzten Viertel des 19. Jahrhunderts entweder in Prag geboren wurden, oder aus Böhmen bzw. Mähren stammend, in Prag vor dem Zusammenbruch der Habsburgermonarchie hier ihre literarische Tätigkeit aufnahmen und entscheidende Jahre ihres künstlerischen Schaffens durchlebten, wobei Gustav Meyrink hier eine Ausnahme darstellte.
Den Zeitraum der „Prager deutsche Literatur“ begrenzte Eduard Goldstücker auf die Zeit, in der diese Literatur „über den lokalen Rahmen hinauswuchs und Weltbedeutung erlangte – vom Jahr 1894, als Rilkes erster Band von Leben und Lieder erschien bis zum Anfang der NS-Okkupation.“
Den Unterschied zur zeitgleichen „deutschböhmischen“ bzw. „sudetendeutschen“ Literatur sah Goldstücker im konsequent humanistischen und antinationalistischen Charakter der Prager deutschen Literatur.
Max Brod setzte Goldstückers Begriff 1966 dem des Prager Kreises entgegen, der eine engere Eingrenzung der Autoren beinhaltete.
Die Prager deutsche Literatur wurde danach in zahlreichen Anthologien und wissenschaftlichen Publikationen und Konferenzen beschrieben.
In den letzten Jahrzehnten entwickelte die germanistische Forschung immer mehr das Konzept einer deutschsprachigen Literatur in den böhmischen Ländern, die die vielfältigen Beziehungen zur Literatur in anderen Teilen Böhmens und Mährens mit berücksichtigt. Die Prager deutsche Literatur bleibt aber bis in die Gegenwart ein Synonym für hochwertige deutschsprachige Literatur.

## Forschung und Erinnerung
In der Nachkriegszeit (und der Vertreibung) der Deutschen und unter dem Kommunismus fiel die deutsch-tschechische Zusammenarbeit zur Pflege dieses großen Erbes größtenteils in einen durch den Eisernen Vorhang erzwungenen Dornröschenschlaf. Das änderte sich trotz gelegentlichen tschechischen Zögerns allmählich mit der Samtenen Revolution und dem Ende des Kommunismus 1989.
Die 2004 gegründete Stiftung Prager Literaturhaus deutschsprachiger Autoren versucht die Erinnerung an die Autoren wach zu erhalten und heutige aus der Tschechischen Republik stammende deutschschreibenden Schriftsteller zu fördern.
Die  Kurt Krolop Forschungsstelle für deutsch-böhmische Literatur (Centrum Kurta Krolopa) besteht in der Deutschen Botschaft in Prag seit 2015. Sie ist Nachfolgerin der ersten Forschungsstelle für Prager deutsche Literatur, die 1968  unter der Leitung Kurt Krolops in Prag entstand und die 1969  wieder geschlossen werden musste. Ihr Schwerpunkt ist die Erforschung der Prager deutschen Literatur. Heutiger Leiter ist Manfred Weinberg vom Institut für germanistische Studien an der Karls-Universität Prag.

### Zeitgenössische Zeitschriften
- Wir. Deutsche Blätter der Künste, 1905–1906 Digitalisat 1905, 1906
- Herderblätter (Herder-Blätter), 1911–1912 Digitalisat
- Arkadia. Ein Jahrbuch für Dichtkunst, hrsg. von Max Brod, Kurt Wolf Verlag, Leipzig 1913–1918 Digitalisat 1913

### Anthologien
- Oskar Wiener (Hrsg.): Deutsche Dichter aus Prag: ein Sammelbuch Verlag Ed. Strache, Wien Leipzig 19119. Online
- Heinrich Teweles (Hrsg.): Prager Dichterbuch. Prag 1894 Digitalisat Digitalisat

### Sekundärliteratur
Monografien
- Peter Becher, Steffen Höhne, Jörg Krappmann, Manfred Weinberg (Hrsg.): Handbuch der deutschen Literatur Prags und der Böhmischen Länder. J.B. Metzler, Stuttgart 2017, ISBN 978-3-476-02579-1 (eingeschränkte Vorschau in der Google-Buchsuche).
- Hana Hájková: Prager deutsche Literatur. Erinnerung an die deutschsprachigen Schriftsteller in Prag. Bákalářská prace. Západnočeská Univerzitá Plzeň, 2023 PDF
- Ernest Wichner und Herbert Wiesner (Hrsg.): Prager Deutsche Literatur: Vom Expressionismus bis zu Exil und Verfolgung. Ausstellungsbuch (Texte aus dem Literaturhaus Berlin) 1995 ISBN 978-3-926433-10-7
- Hartmut Binder: Prager Profile. Vergessene Autoren im Schatten Kafkas. Berlin 1991.
- Jürgen Serke: Böhmische Dörfer. Wanderungen durch eine verlassene literarische Landschaft. Zsolnay, Wien / Hamburg 1987, ISBN 3-552-03926-0.
- Eduard Goldstücker: Weltfreunde : Konferenz über der Prager Deutschen Literatur Luchterhand, Berlin, Neuwied, 1967

Artikel
- Andreas B. Kilcher: Der ›Prager Kreis‹ und die deutsche Literatur in Prag zu Kafkas Zeit. In: Manfred Engel, Bernd Auerochs (Hrsg.): Kafka-Handbuch : Leben - Werk - Wirkung. J.B. Metzler, Stuttgart 2010, ISBN 978-3-476-02167-0, S. 37–49 (usp.br [PDF]).
- Dieter Schlenstedt: Konferenz über Prager deutsche Literatur. In: Weimarer Beiträge. Berlin, Weimar 1966, S. 105–109.
- Hans Dieter Zimmermann: Zur Pragerdeutschen Literatur. „Es brodelt und werfelt und kischt ...“ In: Politische Meinung. Nr. 438, Mai 2006, S. 69–76 (kas.de).